# Nettershausen
Nettershausen ist ein Gemeindeteil der Stadt Thannhausen im schwäbischen Landkreis Günzburg.

## Lage
Das Dorf liegt etwa eineinhalb Kilometer südlich von Thannhausen am östlichen Rand des Mindeltales und an der Staatsstraße 2025. Im Westen wird es von der Hasel durchflossen, hier auch Balzhausener Mühlbach genannt, einem Quellbach der Mindel.

## Geschichte
Nettershausen soll etwa 600 n. Chr. gegründet worden sein. Der Ortsname soll von einem germanischen Sippenführer namens „Nathrer“ stammen, der das Dorf wieder besiedelt hat. Angenommen wird, dass aus Nantershusen schließlich Nettershausen wurde.
1699 wurde in Nettershausen eine Kapelle gebaut. Sie wurde 1791 umgebaut und in den Jahren 2001 bis 2002 letztmals renoviert.
Im Jahr 1806 wurde Nettershausen im bayerischen Gemeindeedikt nach Ursberg eingegliedert. Gemäß dem zweiten Gemeindeedikt vom 17. Mai 1818 wurde der Ort zur Ruralgemeinde Burg umgegliedert. Im Jahr 1907 kam es zur Abtrennung vom Schulsprengel Thannhausen und die schulpflichtigen Kinder gingen in Burg zur Schule.
Am 1. Januar 1977 wurde die Gemeinde Burg und damit auch Nettershausen im Zuge der Gebietsreform in Bayern nach Thannhausen eingegliedert.

## Baudenkmäler
- Maria Opferung (Nettershausen)